# Moira Abernethy
Moira Abernethy (ur. 29 maja 1939) – południowoafrykańska pływaczka. Brązowa medalistka olimpijska z Melbourne.
Zawody w 1956 były jej jedynymi igrzyskami olimpijskimi. Brązowy medal zdobyła w sztafecie kraulowej, wspólnie z nią tworzyły ją także Natalie Myburgh, Susan Roberts i Jeanette Myburgh. Miała wówczas 17 lat.